# Roberto Colautti
Roberto Damián Colautti (* 24. Mai 1982 in Córdoba, Argentinien) ist ein ehemaliger israelischer Fußballspieler.
Colautti wurde in Argentinien geboren und ist argentinischer Staatsbürger. Außerdem hat er einen israelischen und einen italienischen Pass.

## Karriere

### Vereine
Mit 18 Jahren kam Colautti in den Profikader des argentinischen Erstligisten Boca Juniors, doch konnte sich nicht durchsetzen und so wechselte er im Dezember 2001 als Leihgabe nach Europa, als er beim FC Lugano unterschrieb. Nach einem halben Jahr in der Schweiz kehrte er wieder nach Südamerika zurück. So wurde Colautti auf Leihbasis innerhalb der Heimat an CA Banfield ausgeliehen. Hier war er etwas erfolgreicher als in Lugano und wurde im folgenden Jahr von den Juniors zurückgeholt. In der Saison 2003/04 traf Colautti 19-mal, was auch europäischen Talentspähern auffiel.
Zur Saison 2004/05 wechselte Colautti erneut nach Europa, auch wenn sein neuer Klub geographisch eigentlich auf asiatischem Gebiet lag; Roberto Colautti unterschrieb bei Maccabi Haifa. In 112 Spielen für die Israelis konnte er insgesamt 48 Tore erzielen. Zudem gewann er zwei Meisterschaften mit Maccabi. Im August 2007 sicherte sich Borussia Mönchengladbach die Dienste des Mittelstürmers. In seiner ersten Saison gelang ihm mit Mönchengladbach der Aufstieg in die Fußball-Bundesliga. Dabei kam er auf zehn Einsätze und drei Tore. Seinen ersten Treffer in der Bundesliga erzielte Colautti am 10. Mai 2009 in der Partie gegen den FC Schalke 04 (1:0). Der Treffer in der 90. Minute bedeutete letztendlich seinem Arbeitgeber Mönchengladbach drei wichtige Punkte im Kampf gegen den Abstieg. Es blieb der einzige Treffer des gebürtigen Argentiniers in der Spielzeit 2008/09. Es folgten noch sechs weitere Pflichtspieltore in der Saison 2009/10, bevor er die Rheinländer verließ.
Im März 2010 kündigte Colautti seinen Abschied aus der Bundesliga an und wechselte zum Saisonende zu Maccabi Tel Aviv, wo er sich bis 2013 verpflichtete.

### Nationalmannschaft
Mit Eheschließung 2006 wurde Colautti die israelische Staatsbürgerschaft verliehen, die es ihm ermöglichte für die Nationalelf Israels zu spielen; die Chancen, für die Albiceleste nominiert zu werden, waren bis dahin aufgrund zahlreicher Topstürmer seines Geburtslandes eher gering.